# Nielisz
Nielisz (polsky Zalew Nielisz) je přehrada na řece Wieprz asi 20 km jihozápadně od okresního města Zámostí v gmině Nielisz v Lublinském vojvodství.

## Historie
Jezero Nielisz je největším jezerem v Lublinském vojvodství, které bylo vytvořeno na řece Wieprz a Por. Rozkládá se mezi obcemi Nielisz, Nawóz a Kulików. Jeho rozloha je 950 ha, objem 19,5 miliónů m³ vody, průměrná hloubka jsou dva metry, délka 30 km. Stavba byla zahájená v roce 1994 a dokončena v roce 1997. Plánovaná výstavba počítala s přehradním jezerem o velikosti kolem 1500 ha a objemem 30 miliony m³ vody pro potřebu průmyslu, zemědělství a zásobu vody pro vodní kanál Wieprz-Krzna. Nakonec byla vybudována sypaná hráz a na řece Por vystaveno jezero k zachycení naplavenin a nečistot. Součástí přehradní hráze je malá vodní elektrárna o výkonu 362 kW s Kaplanovou turbínou. Plocha povodí jezera Nielisz je 1236,2 km².
V roce 2014 bylo na břehu jezera vybudováno technické zázemí (toalety, procházkové  trasy, občerstvení, půjčovna loděk ap.) pro koupaliště a volnočasové aktivity. Jezero je rybářskou oblastí s výskytem ryb mimo jiné jako je kapr, karas obecný i karas stříbřitý, lín, candát, sumec a pod hrází bolen a pstruh.
Jezero Por má plochu 179 ha při střední hloubce 0,7 m a objem 1,18 miliónů m³, plocha povodí je 590,3 km². Účelem jezera je zachytit naplaveniny a jiné nečistoty, které by mohly uspíšit zanášení jezera Nielisz.

## Galerie

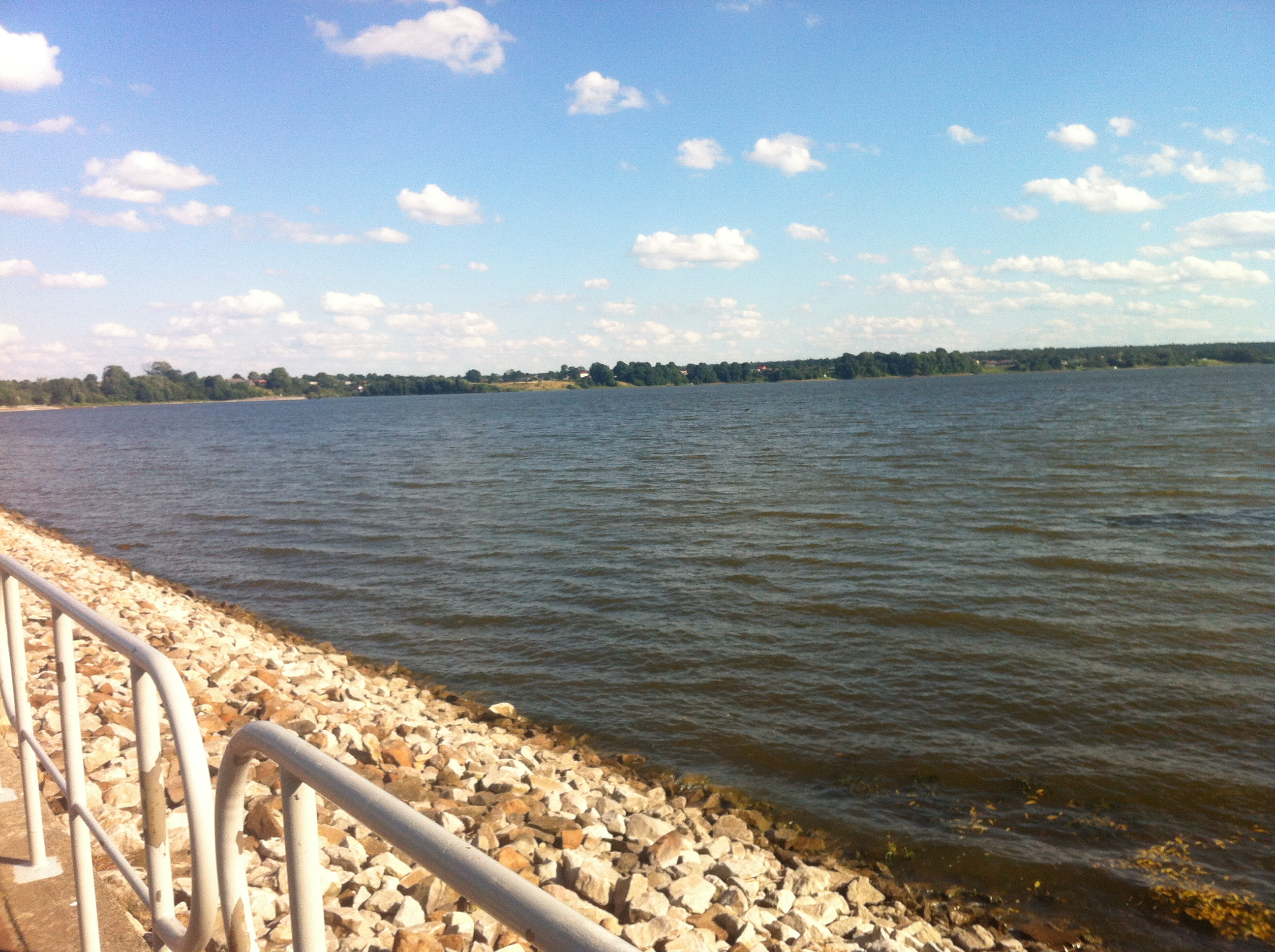
Hráz
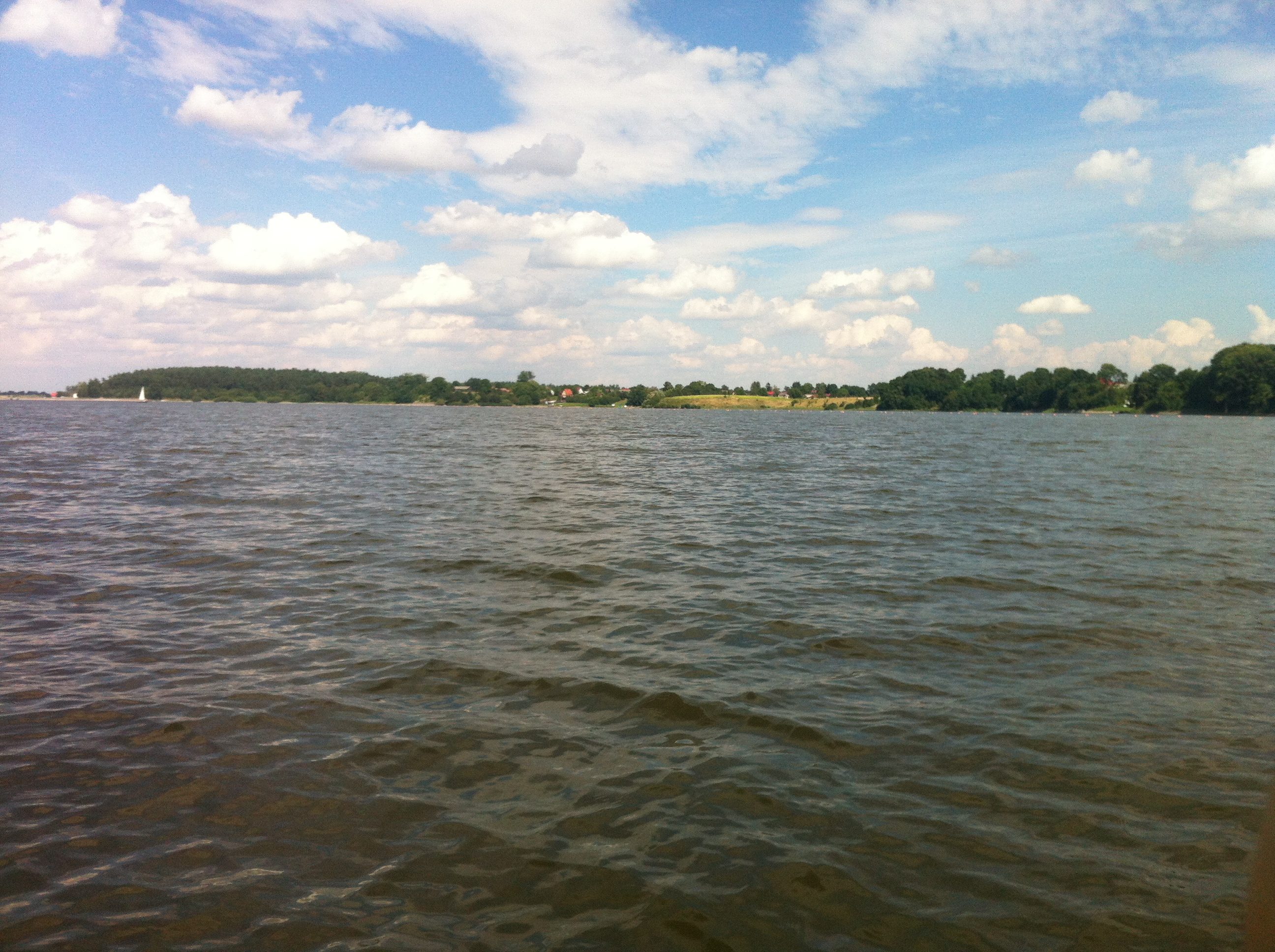
Pohled z loďky
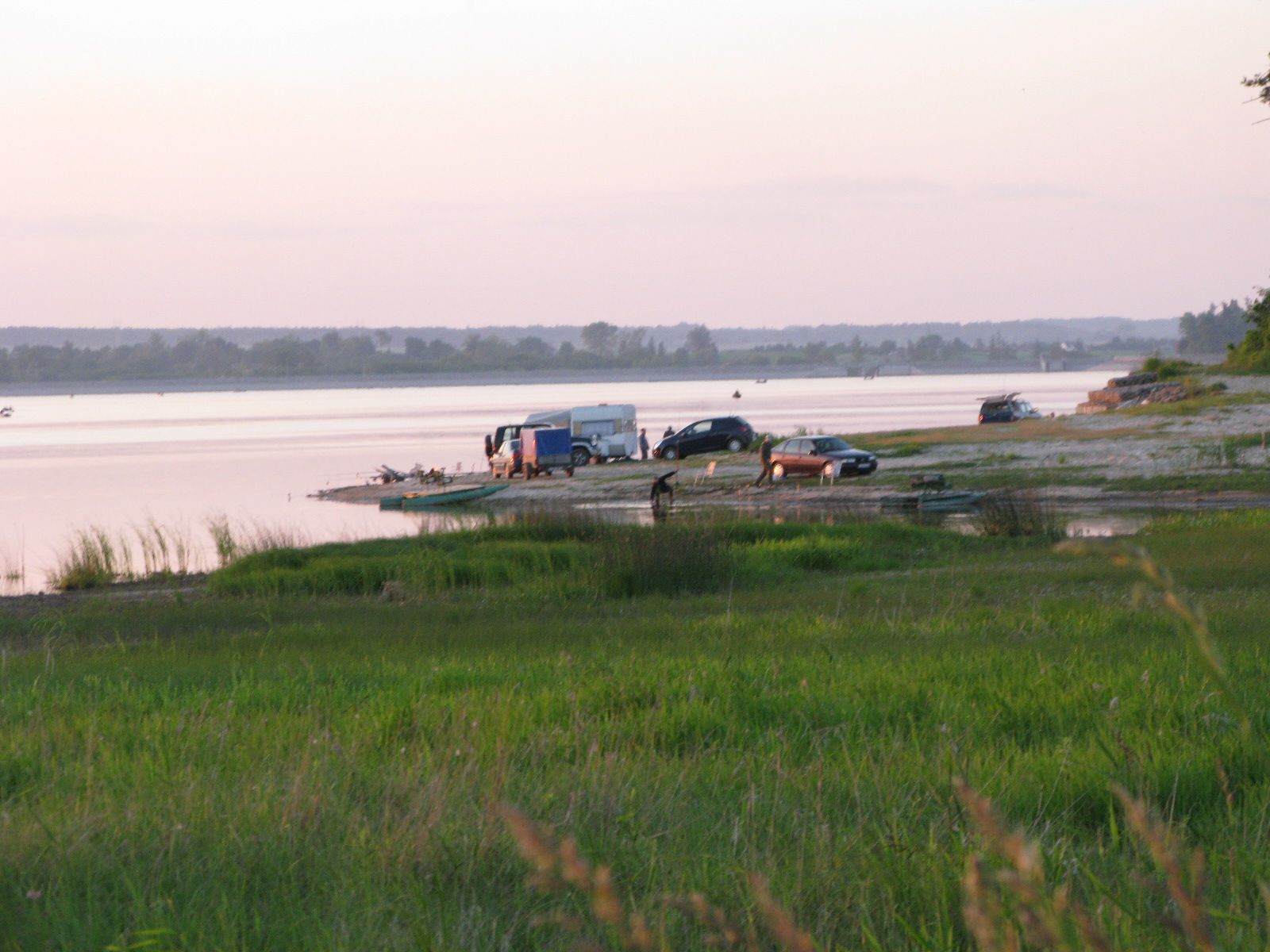
Rekreační místa